# Emili Lèpid
Els Emili Lèpid (llatí: Aemilius Lepidus) foren una branca de la gens Emília, una de les més antigues famílies patrícies que va donar personatges cèlebres a partir del començament del segle iii aC i fou una de les més distingides de l'estat, i finalment va connectar per matrimoni amb la família imperial Júlia-Clàudia. Portava el cognomen de Lèpid, del llatí lepidus. Va desaparèixer a finals del segle i. La seva genealogia probable és la següent:
- Marc Emili Lèpid (cònsol 285 aC)
  - Marc Emili Lèpid
    - Marc Emili Lèpid (cònsol 232 aC).
      - Marc Emili Lèpid (pretor 213 aC).
        - Marc Emili Lèpid (cònsol 158 aC)
          - Marc Emili Lèpid
            - Mamerc Emili Lèpid Livià, cònsol 77 aC.[3]
            - Marc Emili Lèpid (cònsol 66 aC)
              - Quint Emili Lèpid (cònsol el 21 aC)

    - Marc Emili Lèpid
      - Luci Emili Lèpid
      - Quint Emili Lèpid
      - Marc Emili Lèpid (pretor 218 aC)
        - Marc Emili Lèpid (cònsol 187 aC i 175 aC)
          - Marc Emili Lèpid (tribú militar)
            - Marc Emili Lèpid Porcina, cònsol 137 aC
            - Marc Emili Lèpid (cònsol 126 aC)
            - Quint Emili Lèpid
              - Marc Emili Lèpid (cònsol 78 aC)
                - Luci Emili Paul·le (cònsol 50 aC)
                  - Paul·le Emili Lèpid, cònsol el 34 aC.
                    - Luci Emili Paul·le (cònsol any 1)
                      - Emili Lèpid, casat amb Drusil·la.
                      - Emília Lèpida, esposa de l'emperador Claudi

                    - Marc Emili Lèpid (cònsol any 6)
                      - Emília Lèpida esposa de Drus Cèsar

                    - Emília Lèpida

                - Marc Emili Lèpid (Lèpid el triumvir)
                  - Marc Emili Lèpid (conspirador)
                    - Marc Emili Lèpid (cònsol any 11)
                    - Emília Lèpida

                  - Quint Emili Lèpid (cònsol el 21 aC), probablement fill del triumvir

                - Emili Lèpid Escipió

## Branca d'origen incert
- Lèpid (historiador)

## Biografia
- Smith, William (editor). A Dictionary of Greek and Roman Biography and Mythology (en anglès), 1870.